# Odle di Eores
Le Odle di Eores (in tedesco Aferer Geisler) sono un gruppo dolomitico che si trova in Alto Adige. Prende il nome dalla frazione Eores di Bressanone.

## Caratteristiche
Si trovano tra la val di Funes (valle che si trova a sud del gruppo montuoso) e la val di Eores (a nord).
Il gruppo è percorso dal Sentiero attrezzato Günther Messner.

## Classificazione
La SOIUSA descrive le Odle di Eores come un settore di sottogruppo e vi attribuisce la seguente classificazione:
- Grande parte = Alpi Orientali
- Grande settore = Alpi Sud-orientali
- Sezione = Dolomiti
- Sottosezione = Dolomiti di Gardena e di Fassa
- Supergruppo = Dolomiti di Gardena
- Gruppo = Gruppo Plose-Putia
- Sottogruppo = Gruppo della Putia
- settore di sottogruppo = Catena delle Odle d'Eores
- Codice = II/C-31.III-A.6.a/a

Si può notare come la SOIUSA inserisca le Odle di Eores nel Gruppo Plose-Putia e non nel Gruppo delle Odle che si trovano invece a sud della val di Funes.

## Vette principali
Le vette principali delle Odle di Eores sono:
- Monte Tullen (in ted. Tullen) - 2.654 m
- Wälscher Ring - 2.623 m
- Sasso della Conca - 2.590 m
- Monte Confin (Ringspitze) - 2.531 m